# جو کوپر (بازیکن فوتبال، زاده ۱۹۹۴)
جو کوپر (انگلیسی: Joe Cooper؛ زادهٔ ۱۹۹۴ (۳۰–۳۱ سال)) بازیکن فوتبال اهل بریتانیا است.
از باشگاه‌هایی که در آن بازی کرده‌است می‌توان به باشگاه فوتبال سلتیک نیشن و باشگاه فوتبال اولدهام اتلتیک اشاره کرد.